# رنسو ساراویا
رنسو ساراویا (اسپانیایی: Renzo Saravia‎؛ زادهٔ ۱۶ ژوئن ۱۹۹۳) بازیکن فوتبال اهل آرژانتین است.

## باشگاهی
از باشگاه‌هایی که در آن بازی کرده‌است می‌توان به باشگاه فوتبال راسینگ کلوب آویاندا اشاره کرد.

## تیم ملی
وی همچنین در تیم ملی فوتبال آرژانتین بازی کرده‌است.